# Werner Giger
Werner Giger (Othmarsingen, 17 de abril de 1949 - Hämeenlinna, 31 de julio de 1974) fue un piloto de motociclismo suizo. Su mejor año fue en 1973 cuando acabó en la cuarta plaza de la categoría de 500cc. Giger murió en 1974 durante los entrenamientos de la carrera en Hämeenlinna, Finlandia.

## Resultados
Sistema de puntuación a partir de 1969:
| Posición | 1  | 2  | 3  | 4 | 5 | 6 | 7 | 8 | 9 | 10 |
| Pts.     | 15 | 12 | 10 | 8 | 6 | 5 | 4 | 3 | 2 | 1  |

(Carreras en negrita indica pole position, carreras en cursiva indica vuelta rápida)
| Año  | Cat.  | Equipo   | 1       | 2       | 3       | 4     | 5     | 6      | 7      | 8       | 9       | 10      | 11    | 12    | 13    | Pts. | Pos. |
| ---- | ----- | -------- | ------- | ------- | ------- | ----- | ----- | ------ | ------ | ------- | ------- | ------- | ----- | ----- | ----- | ---- | ---- |
| 1972 | 500cc | Kawasaki | GER 22  | FRA Ret | AUT -   | NAT - | IOM - | YUG -  | NED -  | BEL -   | DDR -   | CZE -   | SWE - | FIN - | ESP - | 0    | -    |
| 1973 | 250cc | Yamaha   | FRA Ret | AUT 10  | GER Ret |       | IOM - | YUG 13 | NED 17 | BEL -   | CZE 15  | SWE Ret | FIN - | ESP 5 |       | 7    | 27.º |
| 1973 | 500cc | Yamaha   | FRA Ret | AUT 6   | GER 2   |       | IOM - | YUG 5  | NED 6  | BEL Ret | CZE Ret | SWE 5   | FIN 7 | ESP 3 |       | 44   | 4.º  |
| 1974 | 350cc | Yamaha   | FRA -   | GER -   | AUT -   | NAT 8 | IOM - | NED -  |        | SWE -   | FIN 6   |         | YUG - | ESP - |       | 8    | 27.º |
| 1974 | 500cc | Yamaha   | FRA -   | GER -   | AUT -   | NAT 7 | IOM - | NED 9  | BEL -  | SWE 7   | FIN 8   | CZE -   |       |       |       | 13   | 17.º |